# حلزون لوغاريتمي

حلزون لوغاريتمي (ذو خطوة 10°)

الحلزون اللوغاريتمي (بالإنجليزية: Logarithmic spiral) هو منحنى حلزوني ذو تشابه ذاتي والذي يظهر غالبًا في الطبيعة. تم وصف الحلزون اللوغاريتمي لأول مرة بواسطة رينيه ديكارت ثم قام ياكوب برنولي بالتحقيق فيه على نطاق واسع.
في النظام الإحداثي القطبي {\displaystyle (r,\theta )} يمكن رسم الحلزون اللوغاريتمي وفق الآتي:
{\displaystyle r=ae^{b\theta }\,}
أو
{\displaystyle \theta ={\frac {1}{b}}\ln(r/a),}
مع كون {\displaystyle e} قاعدة اللوغاريتمات الطبيعية وكونها ثوابت حقيقية في الشكل البارامتري، يكون المنحنى:
{\displaystyle x(t)=r(t)\cos(t)=ae^{bt}\cos(t)\,}
{\displaystyle y(t)=r(t)\sin(t)=ae^{bt}\sin(t)\,}
مع العددين الحقيقين {\displaystyle a} و{\displaystyle b}.
يحتوي الحلزون على خاصية أن الزاوية بين المماس والقطر عند النقطة ثابت. يمكن التعبير عن هذه الخاصية في علاقات هندسية تفاضلية
{\displaystyle \arccos {\frac {\langle \mathbf {r} (\theta ),\mathbf {r} '(\theta )\rangle }{\|\mathbf {r} (\theta )\|\|\mathbf {r} '(\theta )\|}}=\arctan {\frac {1}{b}}=\phi .}
مشتق ال{\displaystyle \mathbf {r} (\theta )} يتناسب مع المعلمة {\displaystyle b} بمعنى آخر {\displaystyle b=0} ({\displaystyle \textstyle \phi ={\frac {\pi }{2}}}) يصبح الحلزون دائرة من نصف القطر {\displaystyle a}
وفي الحد الذي يقترب من اللانهاية يميل الحلزون نحو نصف مستقيم، زاوية ال{\displaystyle \phi } تسمى pitch